# Spinndrüse
|  | Dieser Artikel wurde aufgrund von formalen oder inhaltlichen Mängeln in der Qualitätssicherung Biologie zur Verbesserung eingetragen. Dies geschieht, um die Qualität der Biologie-Artikel auf ein akzeptables Niveau zu bringen. Bitte hilf mit, diesen Artikel zu verbessern! Artikel, die nicht signifikant verbessert werden, können gegebenenfalls gelöscht werden. Lies dazu auch die näheren Informationen in den Mindestanforderungen an Biologie-Artikel. |

Die Spinndrüse ist jenes Organ, mit dem Spinnen die Spinnenseide synthetisieren. Üblicherweise findet es sich im Innern des Opisthosomas, im Hinterleibssegment der Tiere. Bei den Webspinnen tritt die Spinnenseide an den Spinnwarzen auf der Unterseite des Opisthosomas aus. 
In den Spinndrüsen findet sich die Seidenlösung, die eine sehr hohe Polymerkonzentration ebenso wie Natriumchlorid enthält, aus der die Spinnenfäden erzeugt werden. Das Natriumchlorid dient der Unterdrückung der Oligomerbildung, die sich bei Wegnahme des Kochsalzes einstellt. Wird die Seidenlösung durch die Spinndrüsen nach draußen gedrückt, so entrollen sich die zunächst noch dicht beieinander liegenden Proteine. Nach dieser Prozedur wird die Spinnenseide durch die Spinnwarzen nach außen geführt.
Spinndrüsen an den Füßen großer Spinnen (z. B. bei der Gestreiften Guatemala-Vogelspinne) als Kletterhilfe wurden oftmals vermutet, konnten aber nicht eindeutig nachgewiesen werden.